# Open Harmonie mutuelle 2022
L'Open Harmonie mutuelle 2022 è stato un torneo maschile di tennis professionistico. È stata la 17ª edizione del torneo, facente parte della categoria Challenger 80 nell'ambito dell'ATP Challenger Tour 2022. Si è svolto dal 28 marzo al 3 aprile 2022 sui campi in cemento di Saint-Brieuc, in Francia.

## Partecipanti

### Teste di serie
| Nazionalità | Giocatore          | Ranking* | Testa di serie |
| ----------- | ------------------ | -------- | -------------- |
| Lituania    | Ričardas Berankis  | 87       | 1              |
| Francia     | Quentin Halys      | 115      | 2              |
| Francia     | Gilles Simon       | 139      | 3              |
|             | Roman Safiullin    | 143      | 4              |
| Regno Unito | Jack Draper        | 146      | 5              |
| Francia     | Grégoire Barrère   | 178      | 6              |
| Francia     | Constant Lestienne | 205      | 7              |
| Francia     | Antoine Hoang      | 214      | 8              |

* Ranking al 21 marzo 2022.

### Altri partecipanti
I seguenti giocatori hanno ricevuto una wild card per il tabellone principale:
- Arthur Fils
- Harold Mayot
- Luca Van Assche

I seguenti giocatori sono entrati in tabellone come alternate:
- Malek Jaziri
- Mikael Torpegaard

I seguenti giocatori sono passati dalle qualificazioni:
- Zizou Bergs
- Fábián Marozsán
- Henri Squire
- Alastair Gray
- Alexis Galarneau
- Marvin Möller

I seguenti giocatori sono entrati in tabellone come lucky loser:
- Benjamin Hassan
- Michail Pervolarakis
- Mats Rosenkranz

## Campioni

### Singolare
Jack Draper ha sconfitto in finale  Zizou Bergs con il punteggio di 6–2, 5–7, 6–4.

### Doppio
Sander Arends /  David Pel hanno sconfitto in finale  Jonathan Eysseric /  Robin Haase con il punteggio di 6–3, 6–3.